# Saussurea karaartscha
Saussurea karaartscha là một loài thực vật có hoa trong họ Cúc. Loài này được Saposhn. miêu tả khoa học đầu tiên năm 1926.